# Peinture à l'encaustique
La peinture à l'encaustique ou peinture à la cire, utilisée depuis l'Antiquité, est une technique consistant à délayer les couleurs dans de la cire fondue, c'est-à-dire utilisant la cire d'abeille comme liant. Cette pâte est employée à chaud. On utilise cette technique principalement en peinture sur bois. On en trouve une description dans Pline l'Ancien.

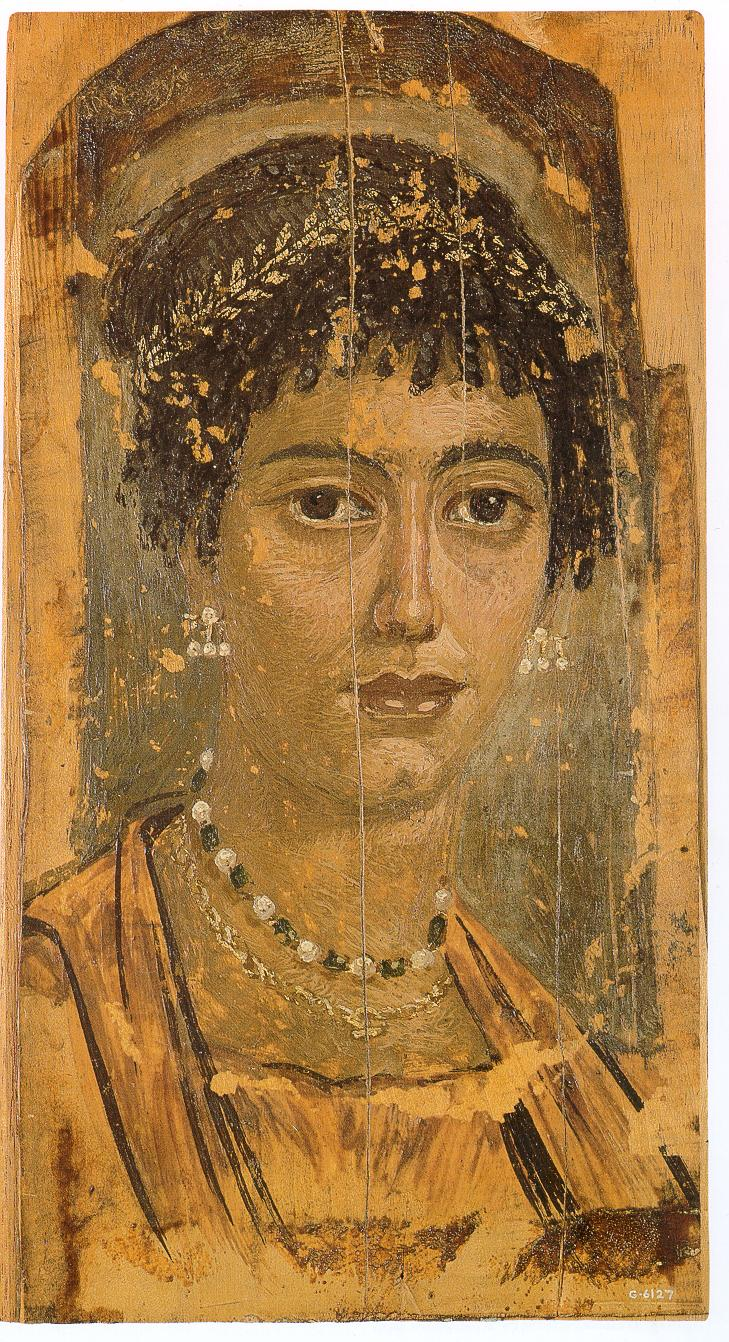
Hawara (100-110 apr. J.-C.), un des portraits du Fayoum, utilisant la peinture à la cire. Toronto, Musée royal de l'Ontario.

Ce terme a ensuite été utilisé au XIXe siècle (1845) pour désigner un mélange de cire et d'essence de térébenthine qu'on utilisera pour entretenir et faire reluire les meubles, les parquets.

## Étymologie
À l'origine, l'encaustique est un produit à base de cire et d'essence.
Le terme « encaustique » vient du grec εγκαίειν, faire brûler, graver au feu, brûler intérieurement du feu du désir.

## Procédé
Le procédé, dit « peinture à l'encaustique », consistait à mettre sur des plaques métalliques chauffées des pains de cire mélangée à des pigments de différentes couleurs ; puis d'étaler avec un pinceau la cire prélevée sur l'une de ces plaques. Cela servait à la fois à la décoration, mais probablement aussi à la protection.

## Historique

### Antiquité

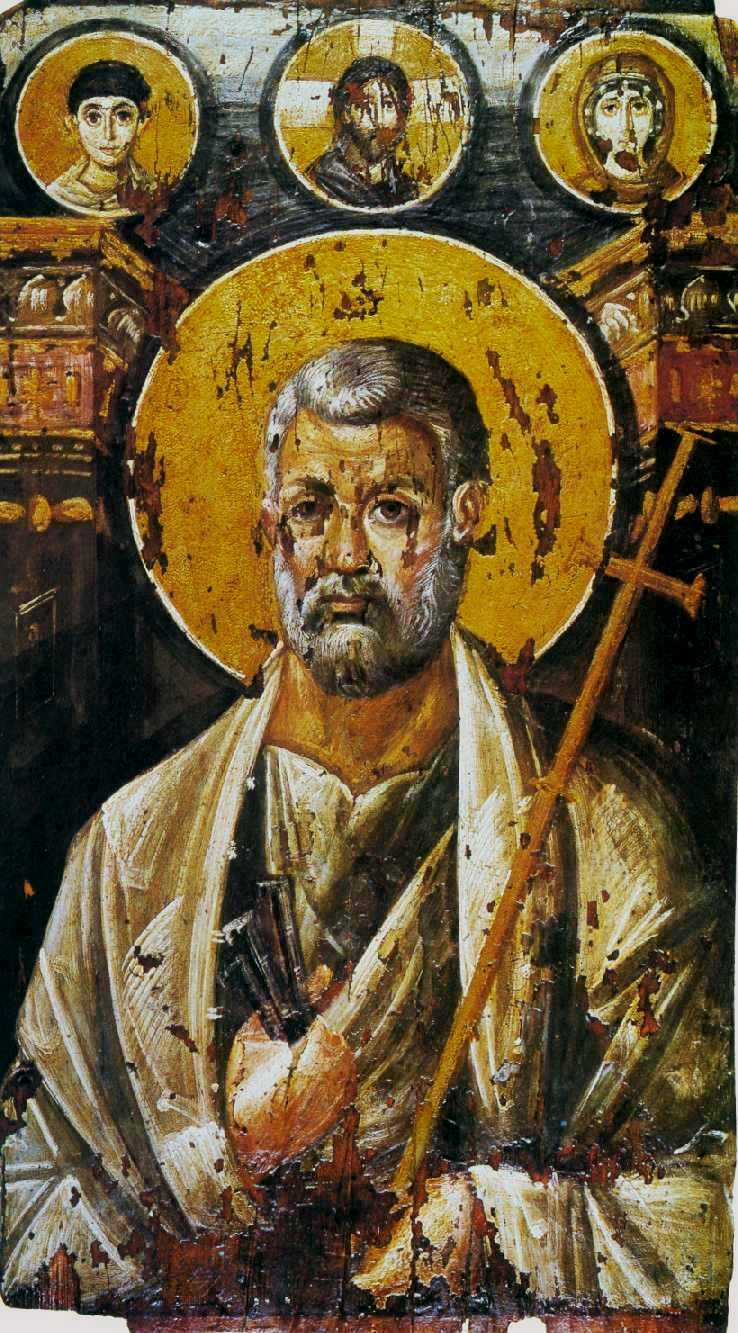
Icône à l'encaustique, VIe siècle, monastère Sainte-Catherine du Sinaï.

L'utilisation de la peinture à la cire remonte, pour ce que nous en savons, aux portraits du Fayoum, datés du Ier au Ve siècle en Égypte). Ces œuvres et des peintures, intactes, sur des sarcophages prouvent, par leur persistance, la résistance de ce type de travail au temps.
Dans le livre XXXV, consacré à la peinture, de son Histoire naturelle, Pline en parle sous les noms de cire (cera) ou d'encaustique (encaustica) : au chapitre XLIX, il se dit incapable d'attribuer l'origine de la technique à quiconque, mais la certifie plus ancienne que Lysippe ou qu'Apelle. Au chapitre XLI, il explique que l'on employa d'abord la cire sur ivoire repoussée au pointeau, puis que l'on découvrit le moyen de l'utiliser avec un pinceau, après l'avoir liquéfiée en la chauffant ; ce procédé permettant, toujours selon Pline, de peindre les navires de manière que la couleur résiste au soleil, au sel et au vent. Dans le livre XXXIII, il explique que pour protéger de la décoloration par la lumière une peinture au cinabre, on l'enduit au pinceau d'une couche de cire fondue préalablement mélangée à de l'huile, que l'on réchauffe ensuite jusqu'à la faire suer, et qu'on lisse enfin à la bougie et au chiffon.
Dans un des chapitres du livre XXI, il détaille la fabrication de la cire considérée comme la meilleure de toutes, la cire de Carthage (cera punica), utilisée tant par les artistes que les apothicaires : la cire d'abeille - jaune - est mise à bouillir avec de l'eau puisée en haute mer et additionnée de salpêtre, à la suite de quoi l'on refroidit le tout et l'on récupère en surface la partie la plus blanche. Cette «fleur» de cire est de nouveau mise à bouillir dans de l'eau de mer, le même procédé s'apparentant à une saponification est répété trois fois ou plus, jusqu'à ce que la cire soit on ne peut plus blanche. On y incorpore ensuite divers pigments pour la colorer, cendre de papyrus (charta) pour le noir, orcanète des teinturiers (anchusa) pour le rouge, etc.
La peinture à l'encaustique est un procédé qui semble avoir été mis au point par un peintre grec du IVe siècle av. J.-C. du nom de Lysippe ; celui-ci appose sur ses tableaux le mot egkaen, c'est-à-dire « brûlé ».

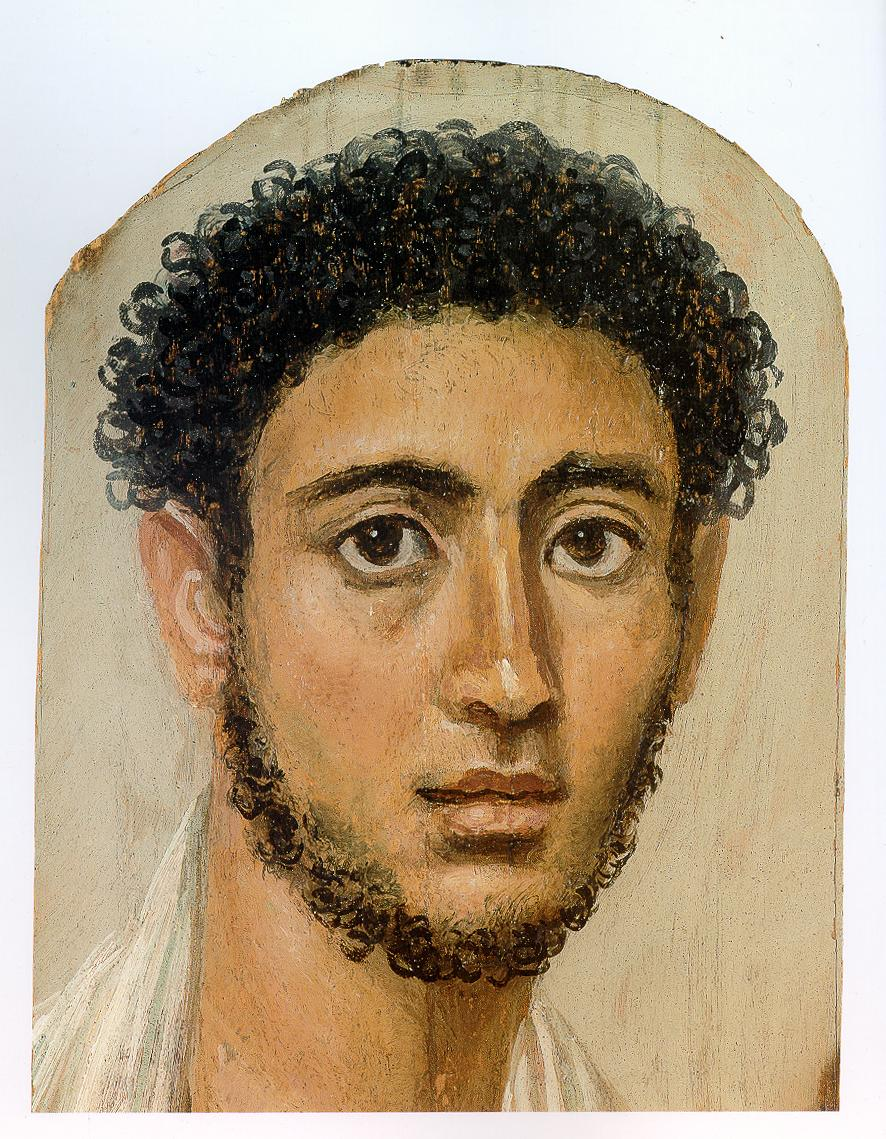
Portrait d'homme. Peinture à l'encaustique sur bois. Portrait du Fayoum, IIIe siècle. 37,5 cm. Munich, Staatliche Antikensammlungen. Inv.-Nr. 15013.

Pline l'attribue aussi au plus ancien peintre connu, à savoir Polygnote (490-426), et à ses contemporains Nicanor et Arcésilas, l'un et l'autre artistes de Paros.
Pline précise préalablement que : 
« On ne sait pas au juste qui inventa la peinture en cire et à l'encaustique » (XXXV, 41).
« Quelques-uns en attribuent la découverte à Aristide » (XXXV, 36, 35), « et le perfectionnement à Praxitèle ».
On a cité aussi Aristide de Thèbes (IVe siècle) ou Pausias (400-320) ; on parle de nombreux tableaux à l'encaustique réalisés par Pamphile d’Amphipolis sous le règne de Philippe II de Macédoine (360-336).
Certains historiens ont envisagé l'hypothèse que la peinture à l'encaustique aurait pu exister dans le monde mycénien ; mais on considère que c'est peu probable. Actuellement, on pense qu'il conviendrait de situer son invention entre le Ve siècle et le VIe siècle et son application en peinture au IVe siècle.
À l'époque byzantine, le procédé à l'encaustique servit surtout à réaliser des icônes religieuses. Pour obtenir des contrastes de couleurs, on mélangeait les pigments avec la cire. On le retrouve jusqu'au VIIIe siècle, date à laquelle on l'a remplacé par le procédé de la détrempe. Un panneau représentant le Christ et l'abbé Ména, provenant du monastère de Baouit, combine peinture à la cire et détrempe (VIIIe siècle, Paris, musée du Louvre).
On trouve également le mot dans les Septantes, Macchabées, II, 3, 29.
Une peinture à l'encaustique du peintre Alexandre l'Athénien appelée Les Joueuses d'osselets a été découverte à Herculanum.

### XVIesiècle
Il semble que Léonard de Vinci ait gâté sa peinture murale La Bataille d'Anghiari en tentant de la réaliser à l'encaustique, afin d'obtenir des couleurs plus contrastées que celles obtenues avec la technique plus habituelle de la fresque.

### XVIIIesiècle
Le XVIIIe siècle connut un regain d'intérêt pour la peinture à la cire. De nombreuses publications tendent à retrouver les recettes et les techniques anciennes et provoquent une importante polémique. En 1770, Joseph Fratrel publie un traité d'après les recherches du baron Charles de Taubenheim de Mannheim.

### XIXesiècle
Henri Cros, qui utilisait la cire en sculpture, pratiqua aussi la peinture à l'encaustique dans La Muse Uranie (1882, Paris, musée des Arts décoratifs). William Bouguereau combine peinture à l'huile et peinture à la cire dans La Danse (Paris, musée d'Orsay).

### XXesiècleetXXIesiècle
Simon Hantaï (1922-2008) peint à la cire Regarde dans mes yeux. Je te cherche. Ne me chasse pas (1952).
François Rouan (né en 1943), utilise la peinture à la cire sur papier (Peintre et son modèle, étude, 1993) ou sur toile (Mappe, verdâtre tacheté d'ondulations marines, 2003-2005).
Philippe Cognée (né en 1957) pratique cette technique depuis les années 1980.

## Usage actuel
Actuellement, la peinture à l'encaustique utilise un procédé plus moderne de saponification de la cire, par exemple à l'essence de térébenthine. On crée ainsi un médium sous forme d'émulsion alcaline très stable, qui permet aussi bien de travailler les glacis et les voiles que d'utiliser son pouvoir couvrant. Les possibilités de variations techniques, sa compatibilité avec les médiums modernes, font de la peinture à la cire l'une des plus souples et des plus durables de l'histoire de l'art.
Aujourd'hui, un peintre tel que Philippe Cognée  utilise cette technique de la façon suivante : il dispose au pinceau une peinture à l'encaustique, faite de cire d'abeille (ou juste de cire) et de pigments de couleur, sur la toile, puis recouvre ensuite celle-ci d'un film plastique sur lequel un fer à repasser chauffe la cire pour la liquéfier, étalant et déformant les formes. Cela a pour effet de créer un enfouissement trouble du sujet dans la matière. Le film plastique lorsqu'il est décollé produit à certains endroits des manques dus à l'arrachage de la couche picturale. L'image semble alors piégée sous une surface glacée.
Le peintre américain Paul Rinaldi (en) emploie l'encaustique avec de l'acrylique. 
Le cinéaste d'animation canadien Theodore Ushev utilise la technique pour la première fois en film avec son court métrage d'animation Physique de la tristesse, sorti en 2019.

## L'encaustique domestique
L'encaustique peut être utilisée sur le bois qu'elle « nourrit » et protège, mais aussi sur la pierre, le plâtre, les parements, les tomettes, les statues, etc. Il suffit d'utiliser l'incolore par exemple sur les pierres apparentes ou sur les crépis intérieurs pour stopper la poussière (les petits grains qui tombent continuellement) en passant plusieurs couches si besoin. L'encaustique, contrairement à d'autres produits, laisse respirer le bois ou tout autre matière qu'elle protège. 
L'encaustique « de qualité » est un produit à base d'essence térébenthine et d'un mélange de cires (abeille, carnauba, candelilla, etc.). Ces différentes cires composant l'encaustique ont chacune leur propre propriété, et selon leur qualité, peuvent même être aussi utilisées dans le domaine cosmétique. Si aucun ajout n'est réalisé, l'encaustique à la base est incolore, ensuite viennent s'ajouter les colorants (en principe pigments naturels) suivant le ton désiré (chêne clair, chêne moyen, chêne foncé, acajou, merisier, etc.).
En général, l'encaustique se durcit au froid et se liquéfie à la chaleur. Après avoir passé une couche d'encaustique, au pinceau, au chiffon propre ou au badigeon, il suffit d'attendre qu'elle soit sèche pour passer un lainage et ainsi faire briller.
À l'heure actuelle, l'encaustique est utilisée pour donner au bois (meubles, parquets), un bel aspect satiné et pour l'entretenir.
L'encaustique moderne est obtenue par dissolution de la cire d'abeille dans l'essence de térébenthine, dans des proportions d'une partie pour trois. Des variantes existent en fonction des usages : remplacement de la cire d'abeille par d'autres cires (comme le carnauba) ; remplacement de l'essence de térébenthine par d'autres solvants (comme le white spirit) ; ajout de divers produits (colorants, pigments).
L'encaustique s'applique au pinceau, puis se lustre à la brosse et au chiffon.

## Sources
- Cet article est partiellement ou en totalité issu de l'article intitulé « Encaustique » (voir la liste des auteurs).

- Cet article est partiellement ou en totalité issu de l'article intitulé « Peinture à la cire » (voir la liste des auteurs).